# Schnait
Schnait ist ein Stadtteil der Großen Kreisstadt Weinstadt im Rems-Murr-Kreis in Baden-Württemberg.

## Geschichte
Der Ort wurde 1238 als Snait zum ersten Mal urkundlich erwähnt. Mitteilungen von einer Burg in Schnait haben sich aus den Jahren 1535, 1580 und 1623 erhalten, allerdings war die Burg schon 1535 gänzlich verfallen. Ihre Reste wurden überbaut. Auch in der heutigen Tobelstraße befand sich eine Befestigungsanlage, die Burg am Kostdobelgraben, deren Reste jedoch ebenfalls überbaut wurden. Schnait wurde im 16. Jahrhundert Stammsitz des Adelsgeschlechts Gaisberg. 1555 kam das Dorf in den Besitz der Schenken von Limpurg. Am 10. Juli 1596 wurde Schnait von Württemberg in Besitz genommen. Die Schenken von Limpurg erhielten Schnait am 18. November 1602 zurück. 1607 ging Schnait durch einen Tausch endgültig an Württemberg über. Die Gemeinde gehörte dem Oberamt Schorndorf an. Nach der Auflösung des Schorndorfer Oberamts wurde Schnait 1938 dem Landkreis Waiblingen zugeteilt. 1971 wurde im traditionell protestantisch dominierten Schnait die katholische Kirche Heilig Kreuz eröffnet. Am 1. Januar 1975 wurde Schnait zusammen mit anderen Gemeinden ein Teil der neuen Gemeinde Weinstadt.

## Bauwerke
- Altes Schloss Schnait (im 16. Jahrhundert erbauter Sitz derer von Gaisberg; 1779 an die Gemeinde verkauft)
- Burg am Kostdobelgraben (Erbauer unbekannt; überbaut mit dem Haus Tobelstraße 7)
- Neues Schloss Schnait (im 17. Jahrhundert von den Gaisberg erbaut; 1779 ebenfalls verkauft)
- Schenkenhaus (Sitz der Schenken von Limpurg; später als Amtshaus genutzt; 1976 abgebrochen)
- Burg Schnait (ehemals Sitz der Dürner von Dürnau, später gaisbergisch; 1535 verfallen, später abgebrochen)
- Evangelische Kirche St. Wendelin (Schnait)

Bilder aus Schnait
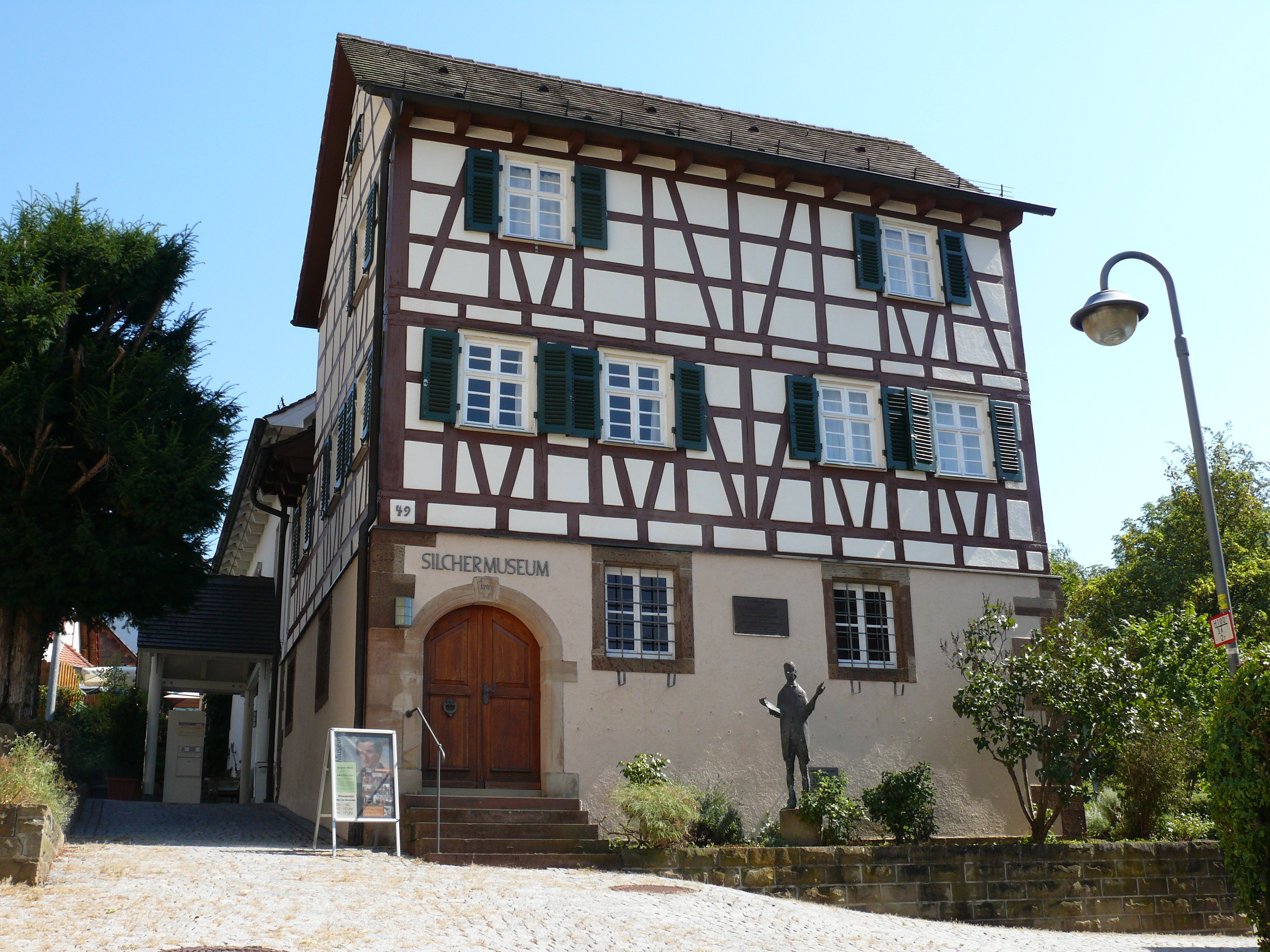
Silcher-Museum
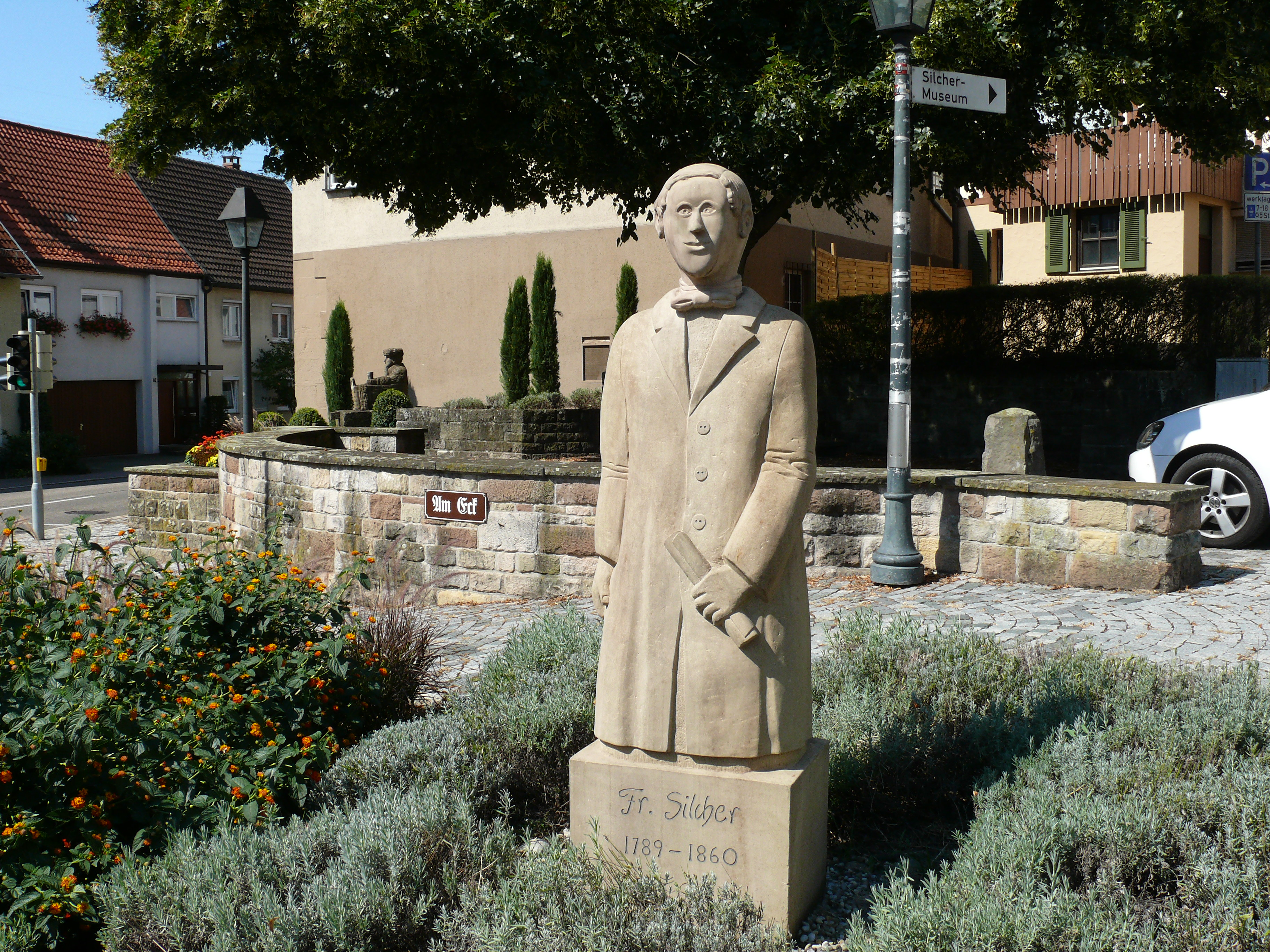
Silcher-Denkmal
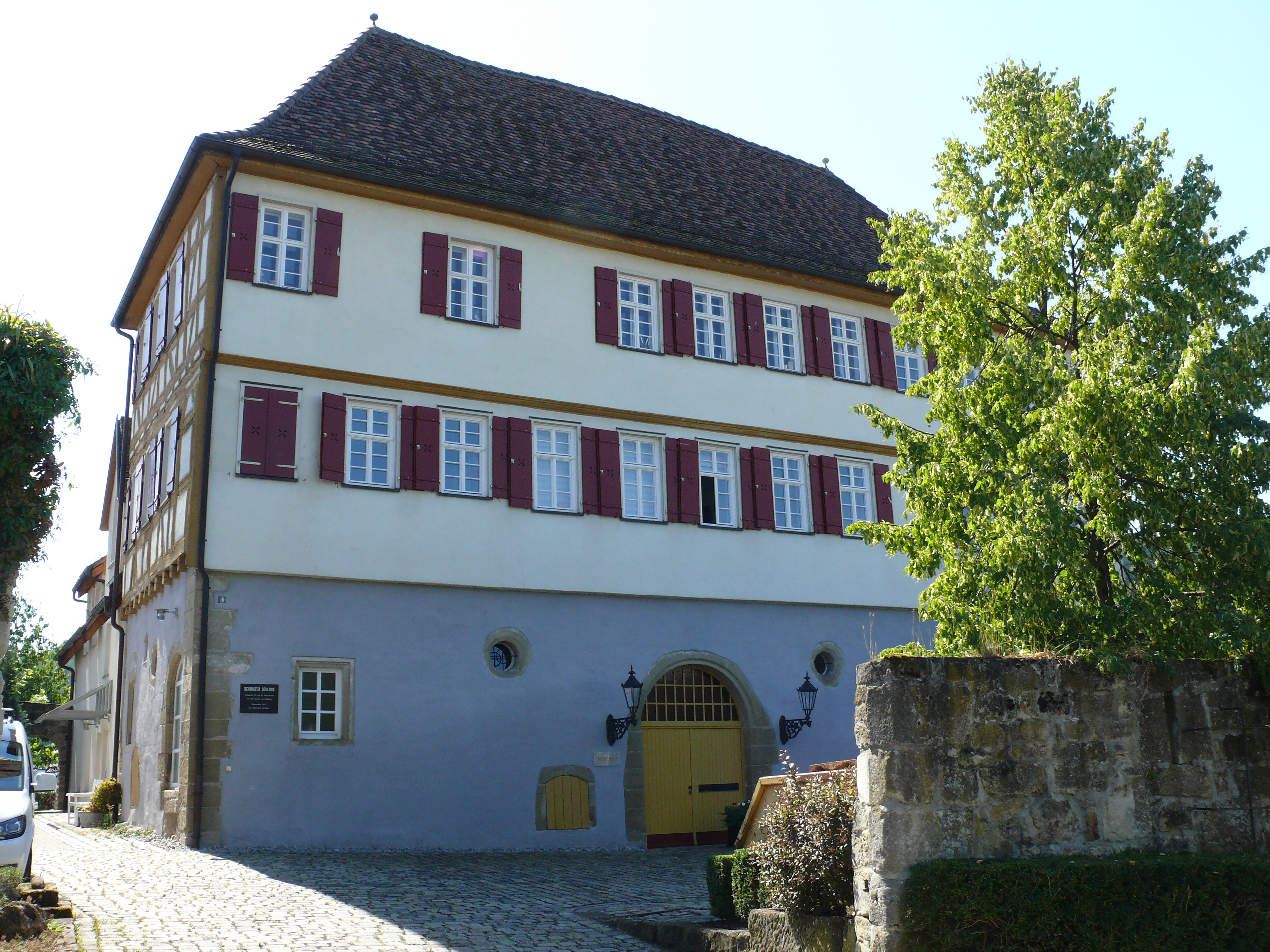
Altes Schloss
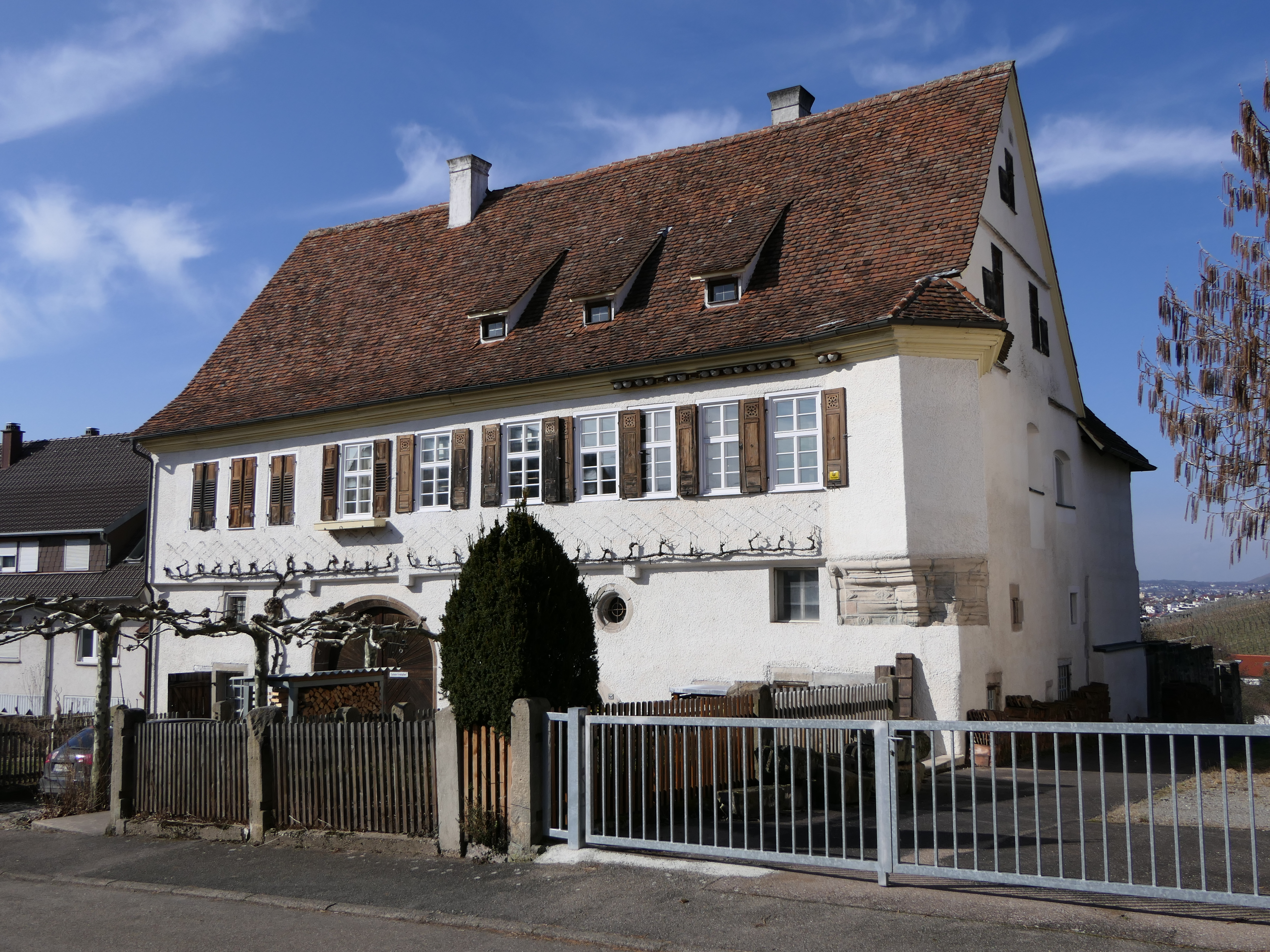
Neues Schloss
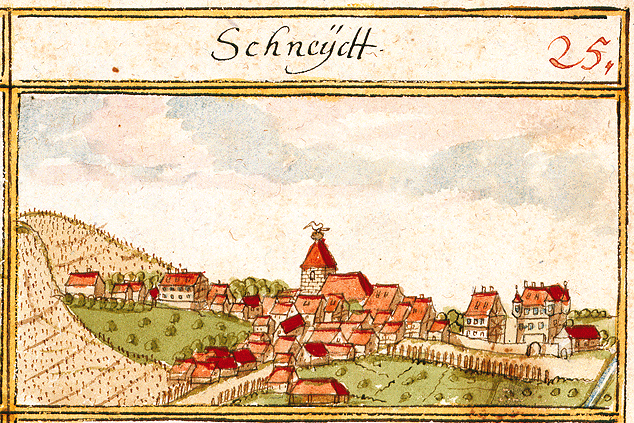
Schnait im 17. Jahrhundert
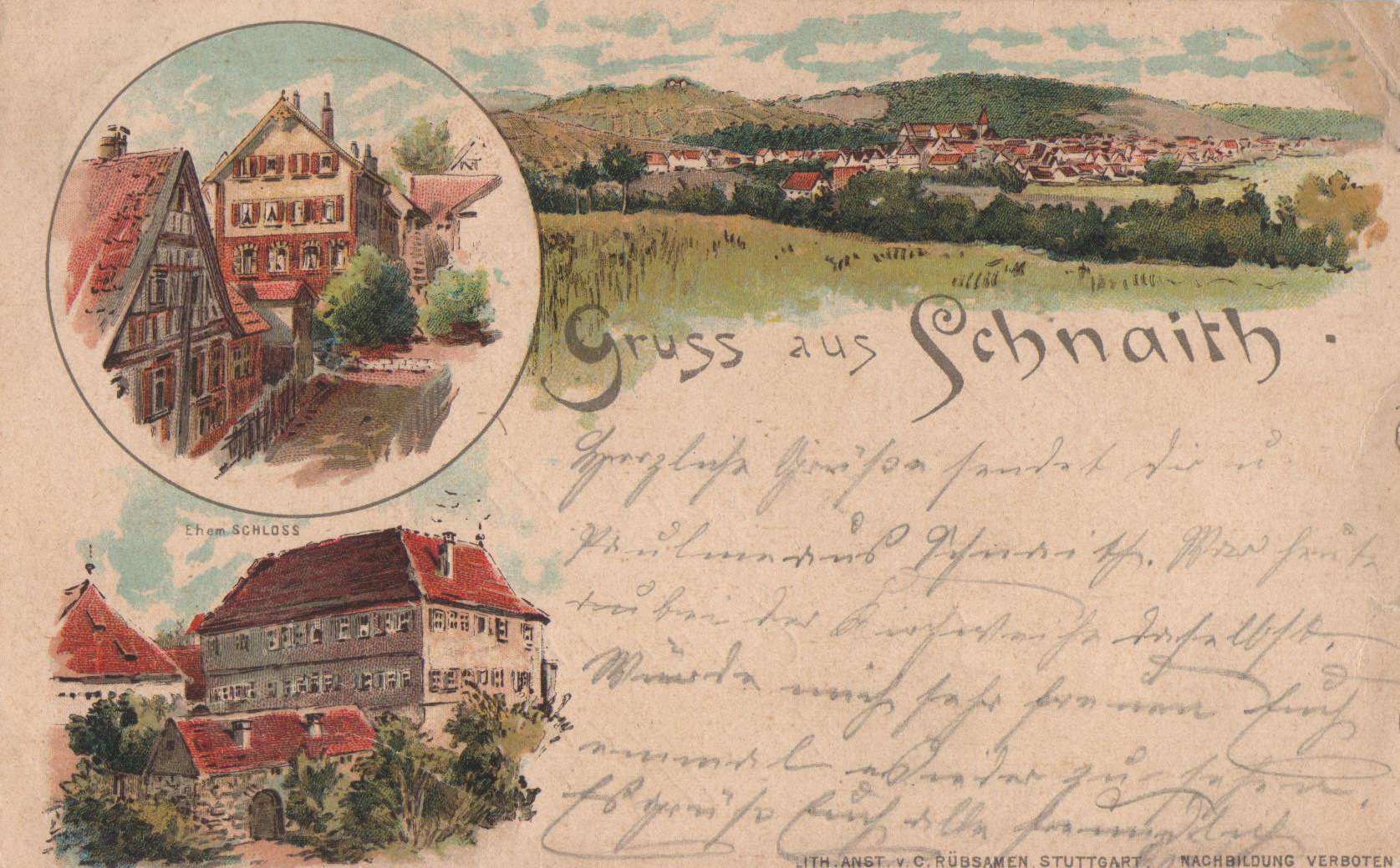
Alte Postkarte (um 1900)
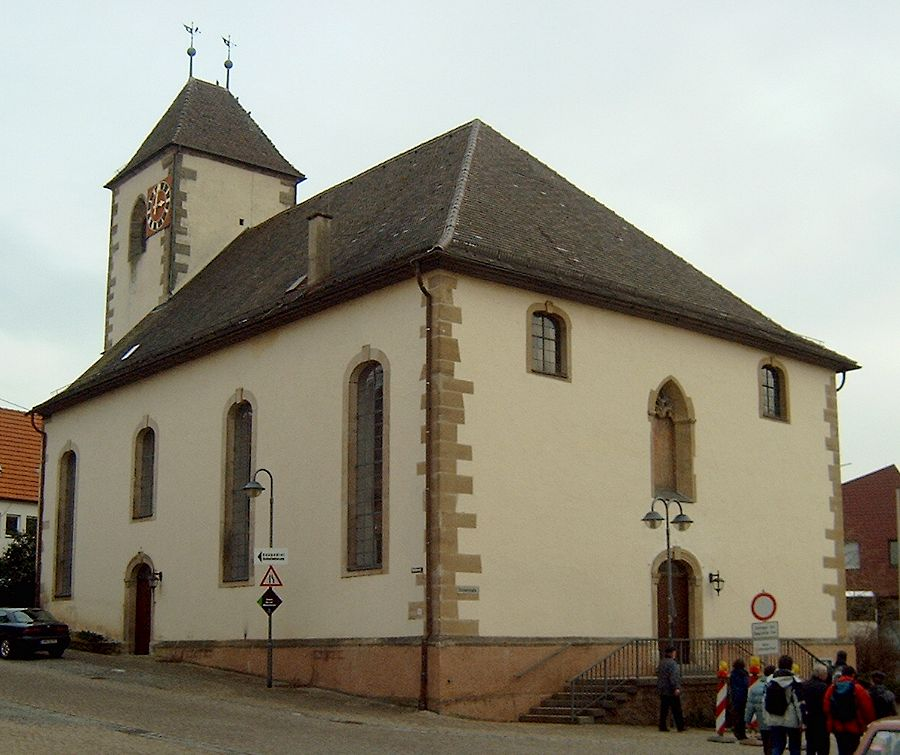
Evangelische Dorfkirche St. Wendelin
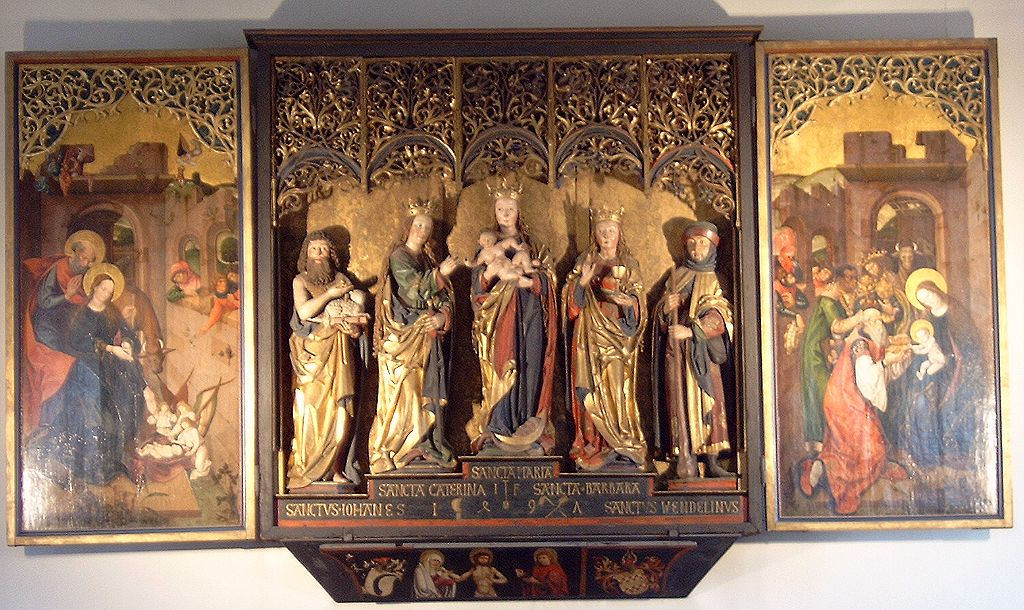
Marienaltar
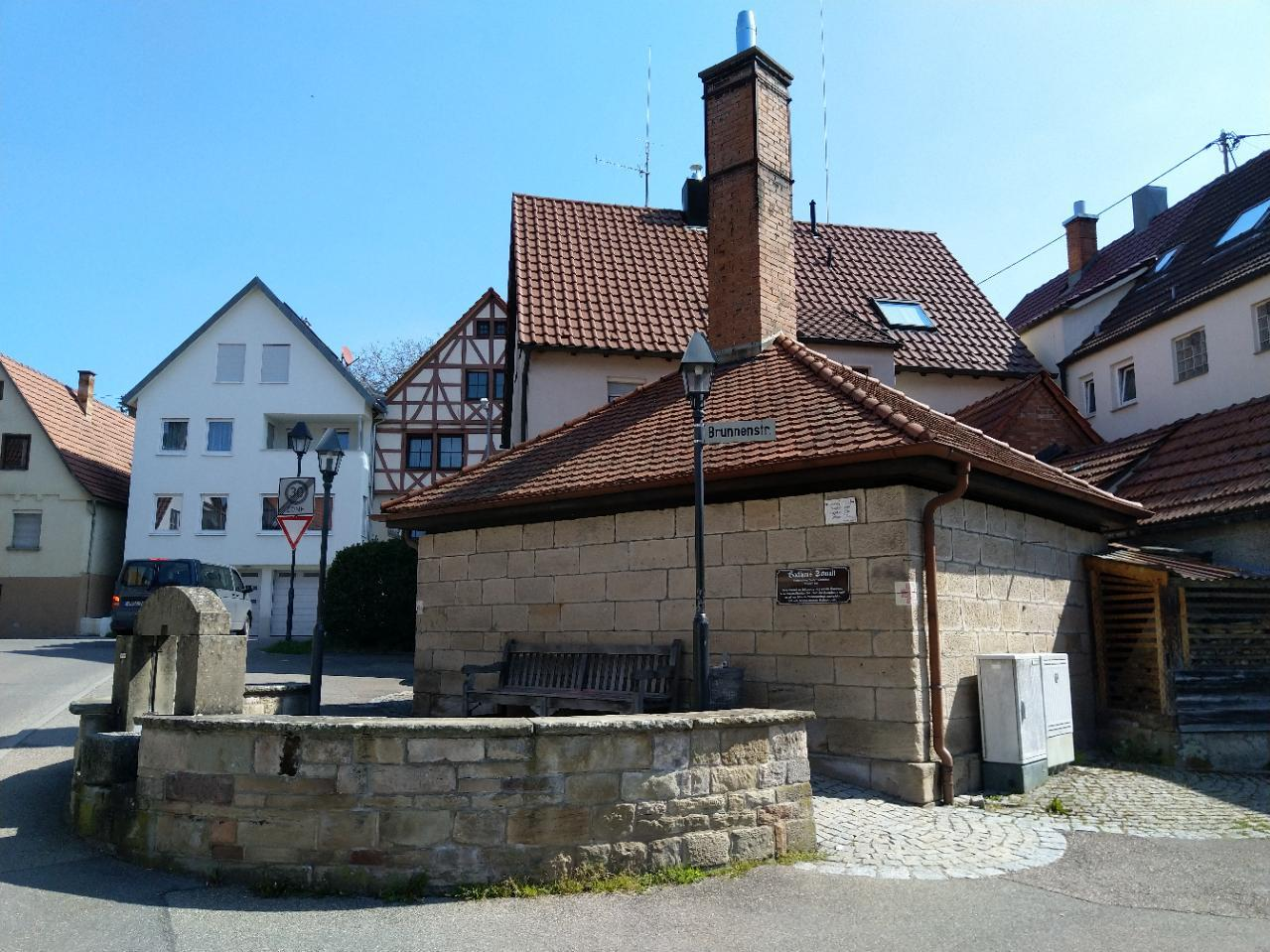
Backhäuschen

## Söhne und Töchter des Ortes
- Friedrich Silcher (1789–1860), Komponist
- Emilie Sauer (1874–1959), Wirtin in Tübingen
- Ludwig Lenz (1888–1969), Bauunternehmer
- Gerhard Stilz (* 1940), Hochschullehrer und Anglist
- Bernd Wahler (* 1958), Manager und ehemaliger Fußballfunktionär (VfB Stuttgart)